# Васил Ломаченко
Васил Анатолиевич Ломаченко (на украински: Василь Анатолійович Ломаченко; роден на 17 февруари 1988 г.) е украински професионален боксьор.
Притежавал е в кариерата си множество световни шампионски колани в три тегловни категории – от перо до лека, включително унифицирани и линейни титли в лека категория.
Ломаченко е един от най-успешните аматьори боксьори на всички времена, притежаващ рекорд от 396 победи и 1 загуба, като за тази загуба взема успешно два пъти реванш. Състезавайки се в категория перо и лека категория, той печели сребърен медал на Световното първенство през 2007 г., злато на Европейското първенство през 2008 г., последователно злато на Олимпийските игри през 2008 г. и 2012 г. и последователно злато на Световното първенство през 2009 г. и 2011 г.
Правейки професионалния си дебют през 2013 г., Ломаченко изравнява рекорда със Саенсак Муангсурин за спечелване на световна титла в най-малко професионални битки, като става шампион на WBO в категория перо в третата си битка. Той е известен със своята изключителна скорост на ръцете, време, точност, креативност, атлетизъм, защита и работа с крака.

## Награди от медии
През цялата си кариера е носител на няколко награди от медии:
- Списанието Ring и ESPN го обявяват за перспектива на годината през 2013 г.
- CBS Sports го обявява за боксьор на годината през 2016 г.
- HBO Sports го обявява за боксьор на годината през 2016 г. и през 2017 г.[5][6]
- Американската асоциация и The Ring го обявяват за боец на годината през 2017 г.[7]

Към януари 2023 г. Ломаченко е класиран като:
- седмия най-добър активен боксьор в света, паунд за паунд, от The Ring.[8]
- втория най-добър в света активен лека категория от The Ring[9] и ESPN[10]
- третия от Транснационалната боксова класация[11]
- четвъртия от BoxRec[12]